# أي مايدا (ممثلة)
أي مايدا (باليابانية: 前田愛) هي عارضة أزياء وعارضة وممثلة يابانية، ولدت في 4 أكتوبر 1983 بطوكيو في اليابان.

## وصلات خارجية
- أي مايدا على موقع IMDb (الإنجليزية)
- أي مايدا على موقع ألو سيني (الفرنسية)
- أي مايدا على موقع ميوزك برينز (الإنجليزية)
- أي مايدا على موقع أول موفي (الإنجليزية)
- أي مايدا على موقع قاعدة بيانات الفيلم (الإنجليزية)
- أي مايدا على موقع كينوبويسك (الروسية)
- أي مايدا على موقع كينوبويسك (الروسية)
- أي مايدا على موقع كينوبويسك (الروسية)
- أي مايدا على موقع ANN person (الإنجليزية)